# 华沙理工大学
华沙理工大学（波兰语：Politechnika Warszawska)，波兰华沙市的一所大学。该校有2,453名教职工，其中357名教授。该大学目前拥有学生36,156名(2011年)。

## 院系设置
华沙理工大学共有19个系。
- 行政与社会科学系
- 建筑系
- 汽车与工程机械系
- 化学工程系
- 化学系
- 土木工程系
- 电子工程系
- 电子与信息技术系
- 环境工程系
- 测绘系
- 数学与信息科学系
- 管理系
- 材料科学与工程系
- 机械电子系
- 产品工程系
- 物理系
- 动力与航空工程系
- 交通系
- WUT商学院

## 著名校友
- 普热梅斯瓦夫·普鲁辛凯维奇
- 乔安娜·奇米勒斯卡